# Sarnówka (województwo wielkopolskie)
Sarnówka – wieś w Polsce położona w województwie wielkopolskim, w powiecie rawickim, w gminie Rawicz.
W okresie Wielkiego Księstwa Poznańskiego (1815-1848) miejscowość wzmiankowana jako Sarnowko należała do wsi większych w ówczesnym pruskim powiecie Kröben (krobskim) w rejencji poznańskiej. Sarnowko należało do okręgu sarnowskiego tego powiatu i stanowiło - wraz z folwarkiem Folusz - odrębny majątek, którego właścicielem był wówczas (1846) podpułkownik Zakrzewski. Według spisu urzędowego z 1837 roku Sarnowko liczyło 416 mieszkańców, którzy zamieszkiwali 52 dymy (domostwa).
W latach 1975–1998 miejscowość położona była w województwie leszczyńskim.